# Harumi Hanayagi
Harumi Hanayagi (花柳はるみ, Hanayagi Harumi) est une actrice japonaise née le 24 février 1896 à Kashima et morte le 11 octobre 1962  à Tokoname.

## Sa place dans l'histoire du cinéma japonais

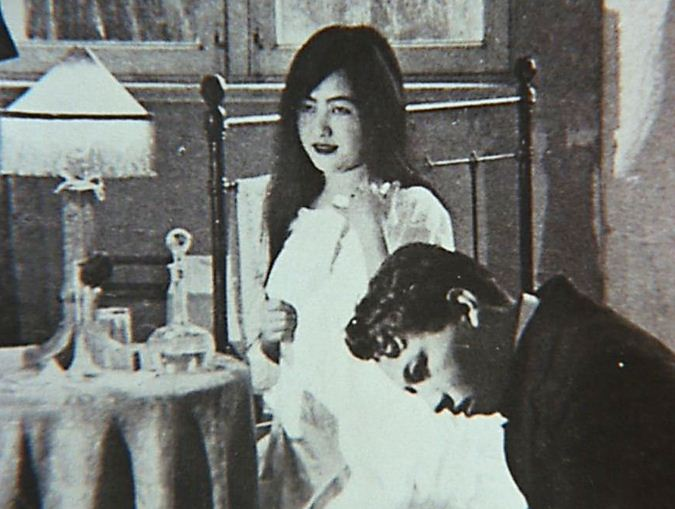
Harumi Hanayagi et Minoru Murata dans L'Éclat de la vie (1919).

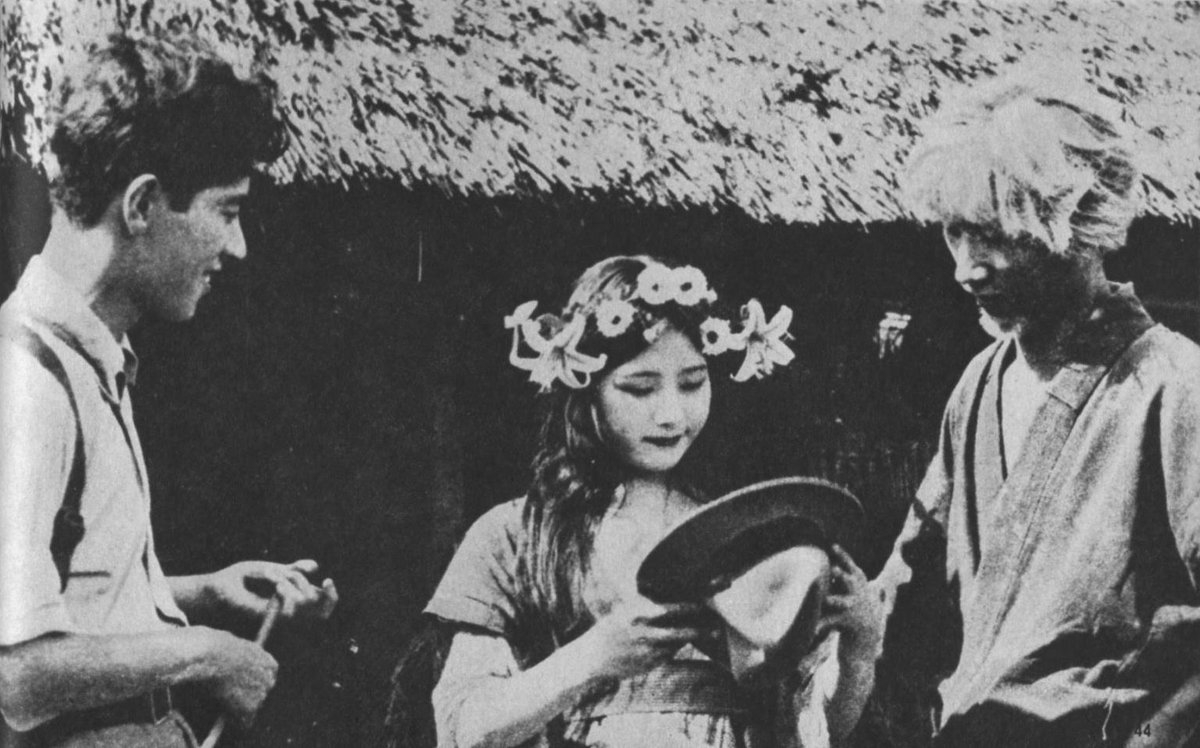
De gauche à droite :, Harumi Hanayagi et dans La Fille de la montagne profonde (1919).

Issue du shingeki, Harumi Hayanagi est la première vedette féminine du cinéma japonais. Avant elle, des hommes (des onnagata acteurs de kabuki) jouaient les personnages de femmes.

## Filmographie partielle
- 1919 : L'Éclat de la vie (生の輝き, Sei no kagayaki?) de Norimasa Kaeriyama : Teruko Shimazaki[2]
- 1919 : La Fille de la montagne profonde (深山の乙女, Miyama no otome?) de Norimasa Kaeriyama
- 1920 : Shiragiku monogatari (白菊物語?) de Norimasa Kaeriyama
- 1921 : La Rose sacrifiée (奉仕の薔薇, Hōshi no bara?) de Minoru Murata
- 1921 : Shūkaku (収穫?) de Mikito Yamane (ja)